# Ајдаклетар
Ајдаклетар (исл. Æðaklettar) малено је ненасељено острво у северном Атлантику. Административно припада Исланду, односно његовом округу Вестфирдир. Острво се налази на северозападу Исланда, у плитком и широком фјордовском заливу Брејдафјердир, на око 140 км северно од главног града Рејкјавика. Острво припада вегетационој зони тундре.